# Filipa Plantagenet
Filipa Plantagenet, 5. hrabina Ulsteru, ang. Philippa Plantagenet, 5th countess of Ulster (ur. 16 sierpnia 1355, zm. 5 stycznia 1382 w Cork w Irlandii) – jedyne dziecko Lionela z Antwerpii, 1. księcia Clarence (młodszego syna Edwarda III) i Elżbiety de Burgh, 4. hrabiny Ulsteru.
Po śmierci matki w 1363 r. stała się 5. hrabiną Ulsteru. Przez małżeństwo z Edmundem Mortimerem, 3. hrabią Marchii, jej prawa do tronu przeszły na rodzinę Mortimerów, a następnie na Dom Yorków, który powoła się na nie w wojnie o władzę przeciwko Lancasterom. Filipa zmarła w 1382 r. i została pochowana w Wigmore w hrabstwie Herefordshire.
W 1368 r. w opactwie Reading poślubiła Edmunda Mortimera, 3. hrabiego Marchii (1351 - 27 grudnia 1381), syna Rogera Mortimera, 2. hrabiego Marchii, i Filipy, córki Williama Montacute'a, 1. hrabiego Salisbury. Miała z nim trzech synów i dwie córki:
- Elżbieta Mortimer (12 lutego 1370/1371 - 20 kwietnia 1417), żona sir Henryka Percy'ego, zwanego "Hotspur" i Tomasza Camoysa.
- Roger Mortimer (11 kwietnia 1374 - 20 lipca 1398), 4. hrabia Marchii
- Filipa Mortimer (21 listopada 1375 - 24 września 1401), żona Johna Hastingsa, 3. hrabiego Pembroke, sir Thomasa Poyningsa i Richarda FitzAlana, 11. hrabiego Arundel
- sir Edmund Mortimer (9 listopada 1376 - ok. 1409)
- sir Jan Mortimer (ok. 1378–1424)